# 구근 (희극인)
구근은 대한민국의 희극 배우이다.